# Aggravation de risque
En droit des assurances québécois, la déclaration de l'aggravation de risque est un devoir de l'assuré, qui doit déclarer à son assureur toute circonstance résultant de ses faits et gestes qui aggrave les risques stipulés dans la police d'assurance. 
L’aggravation de risque existe en assurance de dommages seulement. Elle n'existe pas en assurance de personnes, sous réserve de l'exception de l'art. 2439 C.c.Q. 

## Disposition principale
L'article 2466 du Code civil du Québec est la disposition pertinente en matière d'aggravation de risque : 

« 2466. L’assuré est tenu de déclarer à l’assureur, promptement, les circonstances qui aggravent les risques stipulés dans la police et qui résultent de ses faits et gestes si elles sont de nature à influencer de façon importante un assureur dans l’établissement du taux de la prime, l’appréciation du risque ou la décision de maintenir l’assurance.
Lorsque l’assuré ne remplit pas cette obligation, les dispositions de l’article 2411 s’appliquent, compte tenu des adaptations nécessaires. »

## Exemples
Par exemple, construire une grande annexe après l’achat d’une grande maison, modifier l’usage du bien, modifier structure du bien, déplacer le bien, avoir une activité professionnelle dans sa maison (arrêt Harvey c. ING Assurance), vendre des boissons alcooliques dans l’immeuble (arrêt Madill c. Lirette) constituent des cas d'aggravation de risque.

## Sanctions
L'assuré doit déclarer l'aggravation de risque rapidement à l’assureur. À défaut, la sanction de l’article 2411 C.c.Q. s’applique :  indemnité proportionnelle ou nullité en cas de mauvaise foi.
Par ailleurs, l'expression « compte tenu des adaptations nécessaires » à la fin de l'art. 2466 C.c.Q. signifie l’assureur peut demander la résiliation.

## Réaction de l'assureur
Lorsque l'assureur est informé de l'aggravation de risque, plusieurs scénarios s'offrent à lui. 1er scénario : L’assureur peut décider de ne rien faire. 2e scénario : L’assureur peut modifier la prime en vertu de l'art. 2467 C.c.Q. 3e scénario : L’assureur peut résilier le contrat pour le futur., en vertu de l'art. 2467 C.c.Q. ou 2466 C.c.Q. in fine.

## Manquements aux engagements formels aggravant le risque
En vertu de l'art. 2412 C.c.Q., les manquements aux engagements formels aggravant le risque entraînent une suspension de la garantie. 

« 2412. Les manquements aux engagements formels aggravant le risque suspendent la garantie. La suspension prend fin dès que l’assureur donne son acquiescement ou que l’assuré respecte à nouveau ses engagements. »

En vertu de l'arrêt Auberge Rolande St-Pierre, il doit y avoir une corrélation entre l’engagement formel et le risque qui se réalise. En l'espèce, on demande d’installer un système anti-vol et il y a un incendie. 
D'après l'arrêt Compagnie GMAC location c. Promutuel Dorchester, un manquement d’un assuré aux engagements formels n’affecte pas les droits du coassuré.